# Черкасово (Малоярославецкий район)
Черкасово — деревня в Малоярославецком муниципальном районе Калужской области в составе сельского поселения «Деревня Шумятино». Высота центра селения над уровнем моря — 204 м.

## Население
| 2002 | 2010 |
| ---- | ---- |
| 14   | ↘10  |

### Гендерный состав
По данным Всероссийской переписи населения 2010 года в гендерной структуре населения мужчины составляли 60 % женщины — соответственно 40 %.